# 2003-as cannes-i fesztivál
Az 56. cannes-i fesztivál 2003. május 14. és 25. között került megrendezésre Patrice Chéreau francia színész-rendező elnökletével. A megnyitó és záróesemények ceremóniamestere Monica Bellucci olasz színésznő volt. A hivatalos versenyprogramban 20 nagyjátékfilm és 9 rövidfilm szerepelt; az Un certain regard szekcióban 19, a Cinéfondation keretében 20, míg versenyen kívül 17 új és 33 filmtörténeti alkotást vetítettek. A párhuzamos rendezvények Kritikusok Hete szekciójában 7 nagyjátékfilmet, 7 rövidfilmet és külön vetítéseken további 8 alkotást mutattak be, a Rendezők Kéthete elnevezésű szekció keretében pedig 30 nagyjátékfilm és 18 kisfilm vetítésére került sor.

## A 2003-as fesztivál

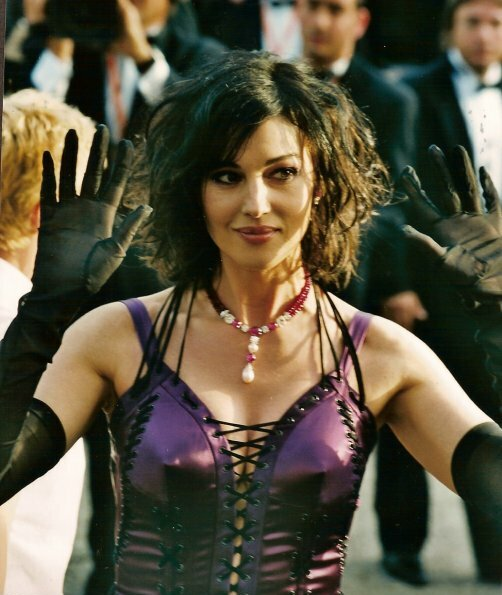
Monica Bellucci a fesztivál ceremóniamestere

A fesztivált Gérard Krawczyk kalandfilmjével, a Tulipános Fanfannal nyitották meg, és Charlie Chaplin talán legnépszerűbb alkotása, a Modern idők restaurált kópiájának vetítésével zárták.
A Croisette-et a nagy olasz „mester”, Federico Fellini szelleme járta be: a 10 éve elhunyt rendező előtt tisztelegve, tíz olyan filmjét vetítették le a fesztiválpalota Buñuel-termében és a tengerparti szabadtéri moziban, melyek örökre beírták magukat a „hetedik művészet” történetébe. Látható volt többek között a 8 és 1/2, az Amarcord, az Az édes élet, a Casanova, az Országúton, a Róma és a Satyricon. Ugyancsak e tiszteletadás keretében Nino Rota Fellininek írt filmzenéiből összeállított koncertet lehetett meghallgatni az Orchestra Improvista előadásában.
A megemlékezések sora ezzel nem ért véget. A 40 éve elhunyt, háromszoros fesztivál-zsűrielnök, Jean Cocteau tiszteletére Cannes-ba vittek 32 audiovizuális installációt a párizsi Pompidou központban rendezett Cocteau-kiállításról. Május 18-án este a január 10-én elhunyt francia filmrendezőre, Maurice Pialat-ra emlékeztek, melynek keretében három kisfilmjét és A Sátán árnyékában című nagyjátékfilmjét vetítették le. Egy bensőséges ünnepség keretében Tiszteletbeli Pálma elismerésben részesítették Jeanne Moreau francia színésznőt.

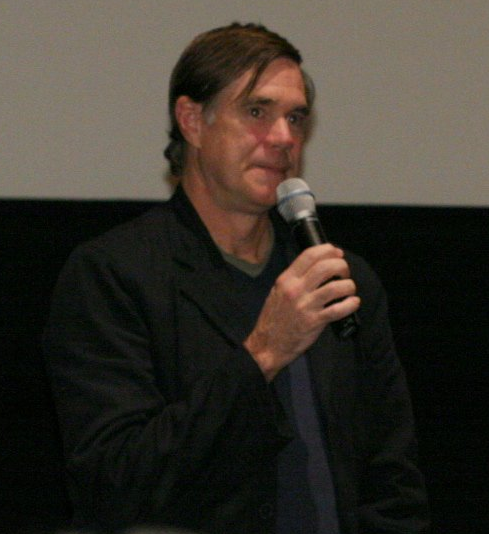
Gus Van Sant

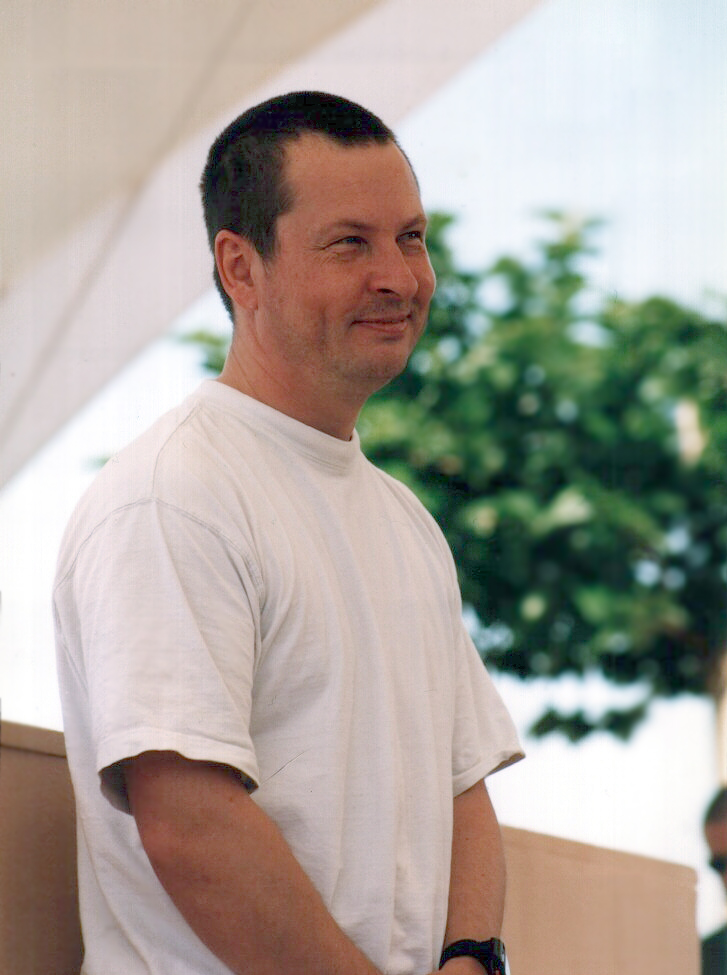
Lars von Trier

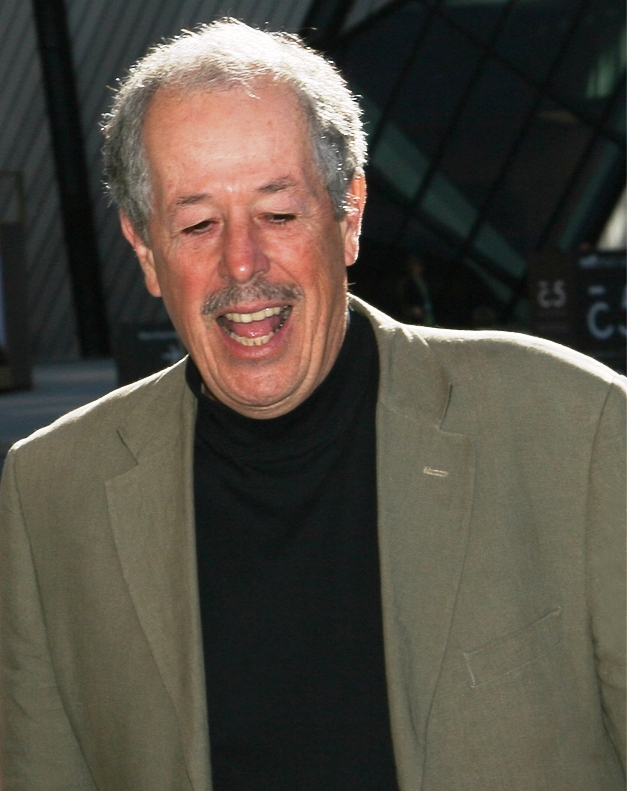
Denys Arcand

Ami a fesztivál hivatalos válogatását illeti, a filmkritikusok szerint közepesre sikerült, csupán néhány alkotás emelkedett ki a mezőnyből; ilyen volt a nagy favoritnak tartott Dogville – A menedék, Lars von Trier alkotása, Nuri Bilge Ceylan Messze című filmje, Gus Van Sant Elefántja, valamint Clint Eastwood Titokzatos folyója. A legnagyobb vesztes a Dogville lett: noha a díjátadó előtt egész nap a legesélyesebb filmként emlegették, a versenyprogram zsűrije semmivel sem jutalmazta. A díjátadó kezdetén, Patrice Chereau zsűrielnök bejelentette, hogy megszegik a fesztivál elnöke, Gilles Jacob által felállított szabályokat, s gyakorlatilag három film részesül a főbb díjakban. Így történhetett meg, hogy a legnagyobb nyertes a Ámokfutás a Columbine High Schoolban történetét feldolgozó filmdráma, az Elefánt az Arany Pálma mellé begyűjthette a legjobb rendezés díját is. Eddig nem fordult elő, hogy ugyanazon zsűri egy filmnek két kiemelt díjat is odaítéljen… A fesztivál nagydíját a török Nuri Bilge Ceylan vehette át Messze című alkotásáért, ugyanezen film két férfi főszereplője, Muzaffer Özdemir és Mehmet Emin Toprak kapta megosztva a legjobb férfi alakítás díját. A legjobb női alakítás díja a kanadai Marie-Josée Croze-é lett, a Barbárok a kapuk előtt című filmben nyújtott alakításáért. Denys Arcand e filmje nyerte a legjobb forgatókönyv díját is. A zsűri díját az iráni Samira Makhmalbaf vehette át a Délután öt órakor című, iráni-francia koprodukcióban készült filmdrámájáért. A legjobb elsőfilmes a dán Christoffer Boe lett a Kritikusok Hete szekcióban bemutatott Rekonstrukció című romantikus drámájával.
 Magyar alkotást a fesztivál hivatalos válogatásába ez évben nem hívtak meg. A Rendezők Kéthete keretében vetítették Mundruczó Kornél A 78-as szent Johannája című rövidfilmjét. A fesztiválra hivatalos résztvevőként utazott ki a kisfilm rendezője, Mundruczó Kornél, valamint Petrányi Viktória producer. Ugyancsak tagja volt a küldöttsének a Gránátok című kisfilm két alkotója, Politzer Péter rendező és Muhi András producer. Filmjük a 2004-es Filmévkönyv szerint a Rendezők Kéthete szekcióban, a Nemzeti Filmintézet adatlapja szerint viszont a Kritikusok Hete szekcióban versenyzett, azonban egyik párhuzamos rendezvény archívumában se szerepel, sem a versenyprogramok, sem a különleges előadások filmjei között. Valójában a Kritikusok Hete szekció keretében, a Canal+ francia televíziós csatorna szervezésében, versenyen kívül rendezett „A Hét ünnepli a rövidfilmet” elnevezésű esemény második estéjén, „A rövidfilmek napja” keretében vetítették május 22-én 22:00 órakor. Magyar származású művészek nevével is találkozhattunk a fesztiválvárosban: a Kritikusok Hete szekcióban mutatták be a Svájcban élő, Horváth Zoltán Nosferatu tangó című nagy sikerű animációs filmjét, a restaurált kópiák között pedig három Kertész Mihály-film volt látható. Az ugyancsak felújított Madárijesztő sajátos képi világát pedig Zsigmond Vilmos teremtette meg.
A Rendezők Kéthete rendezvény legsikeresebb filmje az afgán Siddiq Barmak afgán-ír-iráni-japán-holland koprodukcióban készített Osama című filmdrámája, amely az Arany Kamera külön dicséretében részesült. Sikerrel szerepelt a norvég Bent Hamer Dalok a konyhából című filmszatírája, valamint a spanyol Jaime Rosales FIPRESCI-elismerésben részesített filmdrámája, a Nap mint nap. Öt különleges előadást is tartott a szekció, melyek közül megemlíthető, hogy első játékfilmjének levetítésével emlékeztek meg az év elején elhunyt Maurice Pialat francia filmrendezőről (L’enfance nue), továbbá, hogy Macumoto Leidzsi látványtervező és a Daft Punk zenészei jelenlétében mutatták be az Interstella 5555: The 5tory of the 5ecret 5tar 5ystem című japán animációs filmet. A szekciót alapító francia Filmrendezők Szövetsége (SRF) új főmegbízottat nevezett ki, François Da Silva személyében. A hivatalba lépett új csapat hitet tett amellett, hogy a válogatás során továbbra is kiemelt figyelmet szentel az eredeti világlátású, időnként kellemetlenül kínos, de mindig nyílt, világos alkotásokra. A megnyitóünnepségen adták át Clint Eastwood részére az SRF Arany Hintó díját.
2003-ban két újdonsággal is szolgáltak a filmes seregszemle látogatóinak: a fesztiválpalota homlokzatán minden este más és más rendező idézete volt olvasható, Jenny Holzer amerikai koncept art művész óriás kivetítője segítségével; 25-én, a zárónapon pedig egyben levetítették a hivatalos válogatás összes versenyfilmjét, hogy azok is megnézhessék, akik más programjuk miatt korábban nem láthatták.
A rendezvényen bemutatták Gilles Jacob elnök fesztiváltörténeti dokumentumtrilógiájának második alkotását, Les marches etc... (une comédie musicale) címmel. A korábbi filmleckék sikerén felbuzdulva kezdték meg 2003-ban a Zenei lecke (La leçon de musique) sorozatot, amelynek keretében neves filmzenét szerző művészek osztják meg – gyakran filmrendezőkkel közösen – gondolataikat és tapasztalataikat a közönséggel. Az első ilyen előadást az olasz Nicola Piovani tartotta. Ez évben rendezték meg első alkalommal az Európa napját „Az európai film új területei” témakörben, melyen az Európai Unió 25, kultúráért felelős minisztere vett részt.

## Zsűri

### Versenyprogram

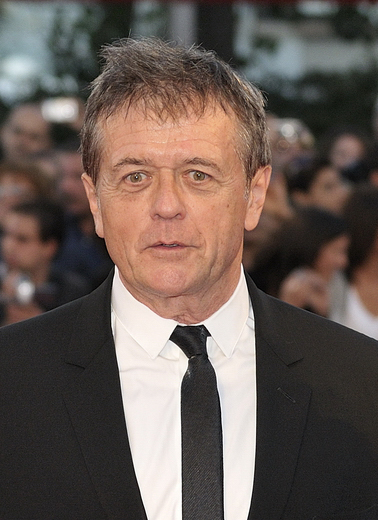
Patrice Chéreau, zsűrielnök

- Patrice Chéreau, színész-rendező –  Franciaország – a zsűri elnöke
- Erri De Luca, író –  Olaszország
- Csiang Ven (Jiang Wen), filmrendező –  Kína
- Aisvarja Rai, színésznő –  India
- Jean Rochefort, színész –  Franciaország
- Meg Ryan, színésznő –  Amerikai Egyesült Államok
- Steven Soderbergh, filmrendező –  Amerikai Egyesült Államok
- Danis Tanović, filmrendező –  Bosznia-Hercegovina,  Belgium
- Karin Viard, színésznő –  Franciaország

### Cinéfondation és rövidfilmek
- Emir Kusturica, filmrendező –  Bosznia-Hercegovina – a zsűri elnöke
- Mary Lea Bandy, a Museum of Modern Art (New York) igazgatója,  Amerikai Egyesült Államok
- Zabou Breitman, színésznő –  Franciaország
- Ingeborga Dapkūnaitė, színésznő –  Lettország
- Michel Ocelot, filmrendező –  Franciaország

### Un certain regard
- Abderrahmane Sissako, filmrendező  Mauritánia – a zsűri elnöke
- Jannike Åhlund, filmkritikus –  Svédország
- Geoff Andrew, filmkritikus –  Egyesült Királyság
- Alexis Campion, filmkritikus –  Franciaország
- Christine Masson, filmkritikus –  Franciaország
- Pierre Todeschini, filmkritikus –  Franciaország

### Arany Kamera
- Wim Wenders, filmrendező  Németország – a zsűri elnöke
- Laurent Aknin, zeneszerző –  Franciaország
- Alain Champetier, a Film Air Services igazgatója –  Franciaország
- Géraldine d'Haen, a zsűri titkára –  Franciaország
- Gian Luca Farinelli, külföldi filmkedvelő[11] –  Olaszország
- Agnès Godard, operatőr –  Franciaország
- Claude Makovski, francia filmkedvelő[12] –  Franciaország
- Bernard Uhlmann, külföldi filmkedvelő[13] –  Svájc
- Christian Vincent, filmrendező –  Franciaország

## Hivatalos válogatás

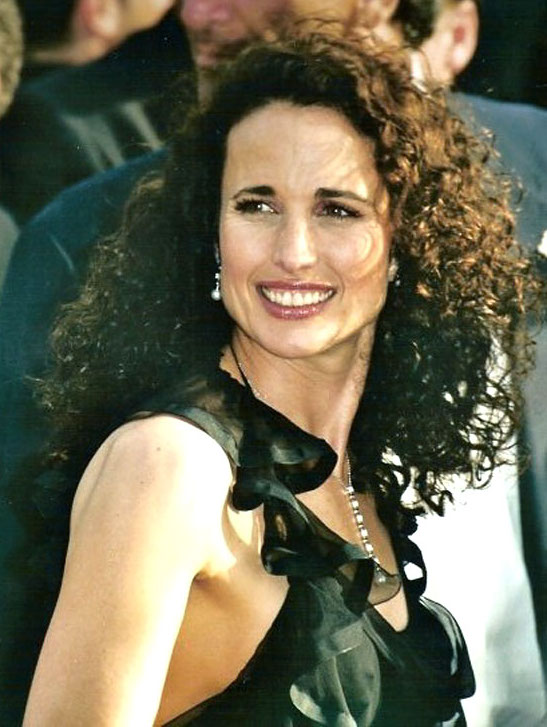
Andie MacDowell

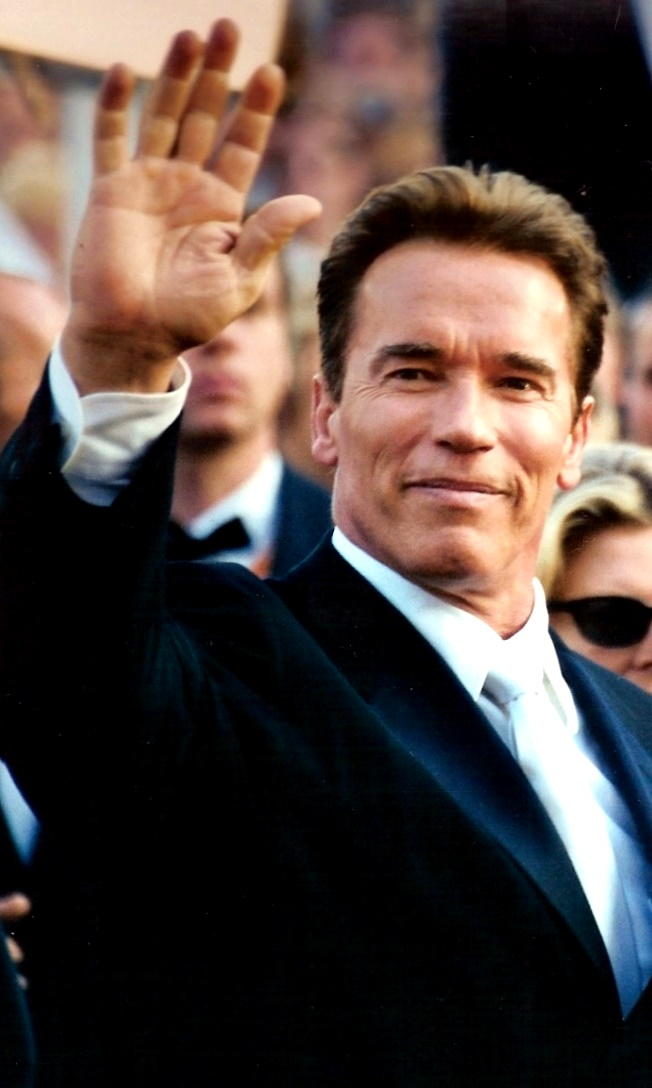
Arnold Schwarzenegger

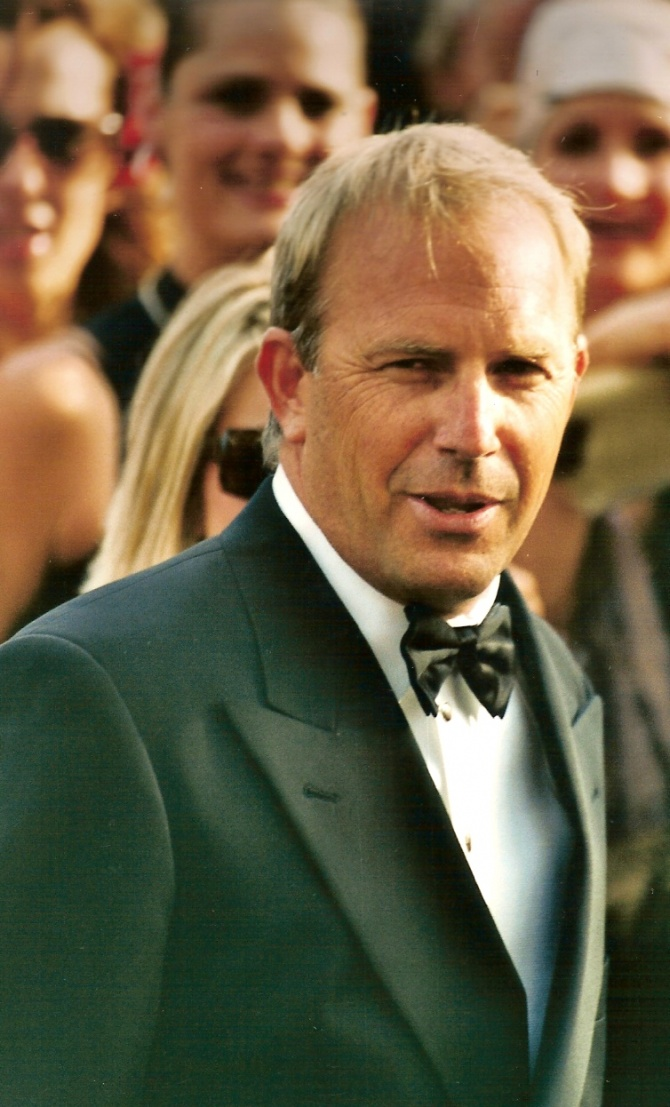
Kevin Costner

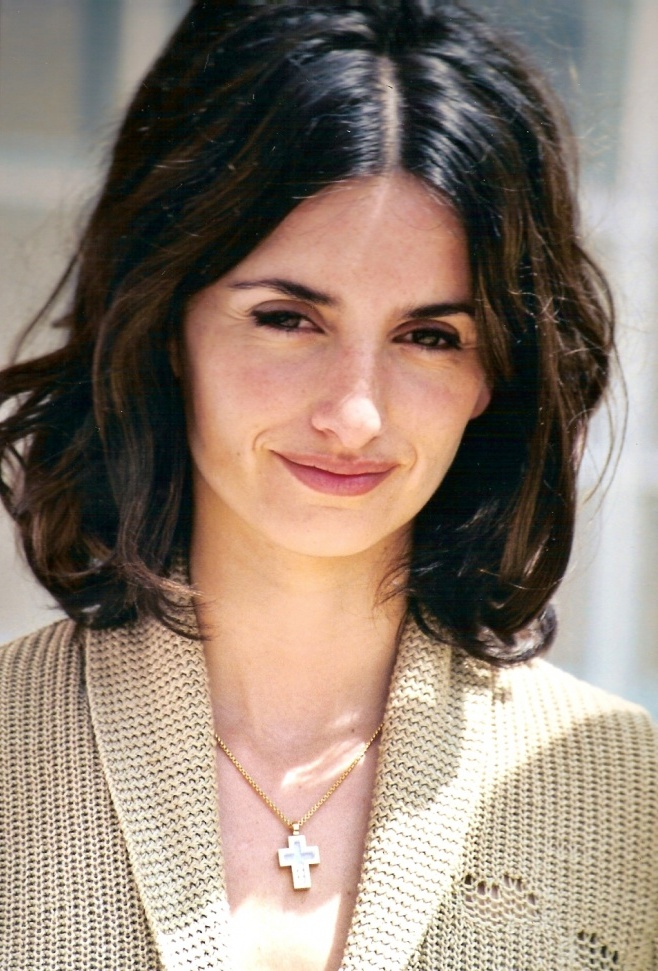
Penélope Cruz

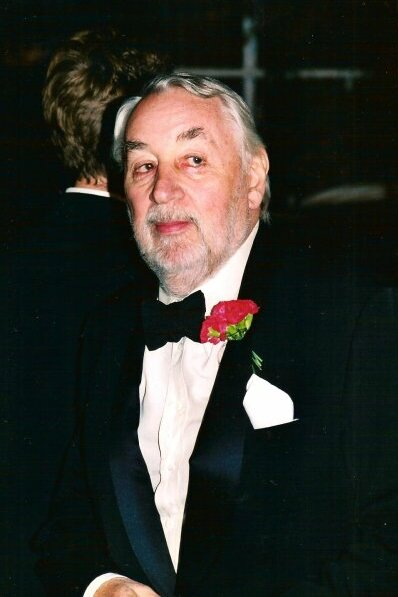
Philippe Noiret

### Nagyjátékfilmek versenye
- Akarui mirai (Fényes jövő)[14] – rendező: Kuroszava Kijosi
- Carandiru (Carandiru – A börtönlázadás) – rendező: Hector Babenco
- Ce jour-là (Azon a napon) – rendező: Raoul Ruiz
- Dogville (Dogville – A menedék) – rendező: Lars von Trier
- Elephant (Elefánt) – rendező: Gus Van Sant
- Il cuore altrove (Máshol jár a szív) – rendező: Pupi Avati
- La petite Lili (A kis Lili) – rendező: Claude Miller
- Les côtelettes – rendező: Bertrand Blier
- Les égarés (Kallódók) – rendező: André Téchiné
- Les invasions barbares (Barbárok a kapuk előtt) – rendező: Denys Arcand
- Mystic River (Titokzatos folyó) – rendező: Clint Eastwood
- Otec i szün (Apa és fia) – rendező: Alekszandr Szokurov
- Panj é asr (Délután öt órakor) – rendező: Samira Makhmalbaf
- Saraszodzsju – rendező: Kavasze Naomi
- Swimming Pool (Uszoda) – rendező: François Ozon
- The Brown Bunny (A barna nyúl) – rendező: Vincent Gallo
- The Tulse Luper Suitcases, Part 1: The Moab Story (Tulse Luper bőröndjei: A moab történet) – rendező: Peter Greenaway
- Tiresia (Tiresia) – rendező: Bertrand Bonello
- Uzak (Messze) – rendező: Nuri Bilge Ceylan
- Ce hutiej (Zi hudieí)[15] (Bíbor pillangó) – rendező: Lou Je (Lou Ye)

### Nagyjátékfilmek versenyen kívül
- Charlie: The Life And Art of Charles Chaplin (Charlie: Charles Chaplin élete és művészete)[14] – rendező: Richard Schickel
- Claude Sautet ou La magie invisible – rendező: Trung Binh Nguyen
- Easy Riders, Raging Bulls: How the Sex, Drugs and Rock 'N' Roll Generation Saved Hollywood – rendező: Kenneth Bowser
- Fanfan la Tulipe (Tulipános Fanfan) – rendező: Gérard Krawczyk
- Ghosts of the Abyss (A Titanic szellemei) – rendező: James Cameron
- Il grido d'angoscia dell'uccello predatore (20 tagli d'Aprile) – rendező: Nanni Moretti
- Le temps du loup (Farkasok ideje) – rendező: Michael Haneke
- Les triplettes de Belleville (Belleville Randevú)[16] – rendező: Sylvain Chomet
- Lester James Peries, cinéaste d'un autre temps – rendező: Julien Plantureux
- Qui a tué Bambi? (Ki ölte meg Bambit?) – rendező: Gilles Marchand
- S-21, la machine de mort Khmère rouge (A vörös khmerek halálgyára) – rendező: Rithy Panh
- The Fog of War (A háború ködében) – rendező: Errol Morris
- The Last Customer – rendező: Nanni Moretti
- The Matrix Reloaded (Mátrix – Újratöltve) – rendező: Andy és Larry Wachowski
- The Soul of a Man – rendező: Wim Wenders
- Vai e Vem (Jön és megy) – rendező: Joăo César Monteiro
- Wekande Walauwa[17] – rendező: Lester James Peries

#### Különleges előadások
- Aspects de la Turquie hier et aujourd'hui[18] – rendező: Maurice Pialat
- Federico Fellini – rendező: Carmen Piccini
- La double vue : la Dolce Vita et le néo-réalisme – rendező: André Delvaux
- L'Amour existe[19] – rendező: Maurice Pialat
- Maître Galip[18] – rendező: Maurice Pialat
- Sous le soleil de Satan (A Sátán árnyékában) – rendező: Maurice Pialat
- The Magdalene sisters (A Magdolna nővérek) – rendező: Peter Mullan

##### Fellini-sorozat
- 8½ (8 és 1/2) – rendező: Federico Fellini
- Amarcord (Amarcord) – rendező: Federico Fellini
- E la nave va (És a hajó megy) – rendező: Federico Fellini
- Il Casanova di Federico Fellini (Casanova) – rendező: Federico Fellini
- Intervista (Interjú) – rendező: Federico Fellini
- La dolce vita (Az édes élet) – rendező: Federico Fellini
- La Strada (Országúton) – rendező: Federico Fellini
- Prova d'orchestra (Zenekari próba) – rendező: Federico Fellini
- Roma (Fellini-Róma) – rendező: Federico Fellini
- Satyricon (Satyricon) – rendező: Federico Fellini

##### Restaurált kópiák
- C'eravamo tanto amati (Mennyire szerettük egymást!)– rendező: Ettore Scola
- I dolci inganni – rendező: Alberto Lattuada
- Il Vangelo secondo Matteo (Máté evangéliuma) – rendező: Pier Paolo Pasolini
- In Cold Blood (Hidegvérrel) – rendező: Richard Brooks
- La Marseillaise (Marseillaise) – rendező: Jean Renoir
- Le roi et l'oiseau (A király és a madár) – rendező: Paul Grimault
- Mildred Pierce (Mildred Pierce) – rendező: Kertész Mihály
- Modern Times (Modern idők) – rendező: Charlie Chaplin
- Scarecrow (Madárijesztő) – rendező: Jerry Schatzberg
- Shock Corridor (Sokk-folyosó) – rendező: Samuel Fuller
- Soy Cuba – rendező: Mihail Kalatozov
- The Adventures of Robin Hood (Robin Hood kalandjai) – rendező: Kertész Mihály
- Saroksu – rendező: Shin Sang-ok
- This Sporting Life (Egy ember ára) – rendező: Lindsay Anderson
- Un chien andalou (Andalúziai kutya) – rendező: Luis Buñuel
- Yankee Doodle Dandy – rendező: Kertész Mihály

### Un certain regard
- American Splendor (Sikersztori)[14] – rendező: Shari Springer Berman és Robert Pulcini
- Arimpara – rendező: Murali Nair
- En jouant 'Dans la compagnie des hommes' (Férfitársaságban) – rendező: Arnaud Desplechin
- Er ti (Er di)[20] – rendező: Vang Hsziao-suaj (Wang Xiaoshuai)
- Hoy y mañana (Ma és holnap) – rendező: Alejandro Chomski
- Japanese Story (A japán szerető) – rendező: Sue Brooks
- Kiss of Life (Az élet csókja) – rendező: Emily Young
- La cruz del sur – rendező: Pablo Reyero
- La meglio gioventù (Szépséges fiatalság) – rendező: Marco Tullio Giordana
- Les mains vides – rendező: Marc Recha
- Lu pin hszün piao liu csi (Lu bin xun piao liu ji)[21] – rendező: Lin Cseng-seng (Lin Cheng-Sheng)
- Mille mois – rendező: Faouzi Bensaïdi
- Mingzsi tienja (Mingri tianya)[22] (Amit ma megtehetsz) – rendező: Nelson Jü Lik-vaj (Nelson Yu Lik-wai)
- September – rendező: Max Färberböck
- Soldados de Salamina (Salamina katonái) – rendező: David Trueba
- Stormy Weather (Rossz idő) – rendező: Sólveig Anspach
- Struggle (Küzdelem) – rendező: Ruth Mader
- Talaye sorkh (Vér és arany) – rendező: Dzsafar Panahi
- Young Adam (Young Adam) – rendező: David Mackenzie

### Rövidfilmek versenye
- A Janela Aberta – rendező: Philippe Barcinski
- Cracker Bag – rendező: Glendyn Ivin
- Fast Film – rendező: Virgil Widrich
- Ik Ontspruit – rendező: Esther Rots
- L'homme sans tête (A fejnélküli ember) – rendező: Juan Solanas
- My Blind Brother – rendező: Sophie Goodhart
- Novembersnö – rendező: Karolina Jonsson
- The Most Beautiful Man in the World (A legszebb férfi a világon) – rendező: Alicia Duffy
- To tameno – rendező: Marsa Makris

### Cinéfondation
- 19 at 11 – rendező: Michael Schwartz (University of Southern California,  Amerikai Egyesült Államok)
- Am See – rendező: Ulrike von Ribbeck (Deutsche Film- und Fernsehakademie Berlin,  Németország)
- Bezi zeko bezi – rendező: Pavle Vuckovic (Fakultet Dramskih Umetnosti  Szerbia és Montenegró)
- Dremano oko – rendező: Vladimir Perisic (LA FEMIS,  Franciaország)
- Fish Never Sleep – rendező: Gaëlle Denis (Royal College of Art,  Egyesült Királyság)
- Five Deep Breaths – rendező: Seith Mann (Tisch School of the Arts at New York University,  Amerikai Egyesült Államok)
- Historia del desierto – rendező: Celia Galan Julve (Julve Royal College of Art  Egyesült Királyság)
- Hitokorosi no ana – rendező: Ikeda Csihiro (Film School of Tokyo,  Japán)
- Like Twenty Impossibles – rendező: Annemarie Jacir (Columbia University,  Amerikai Egyesült Államok)
- Mechanika – rendező: David Súkup (FAMU,  Csehország)
- Odey Lechem Hesed[23] – rendező: Haim Tabakman (Tel Aviv University,  Izrael)
- Pagten – rendező: Heidi Maria Faisst (Den Danske Filmskole,  Dánia)
- Rebeca a esas alturas – rendező: Luciana Jauffred Gorostiza (Centro Universitario de Estudios Cinematográficos  Mexikó)
- Stuck – rendező: Jeremy Roberts (International Film School Wales,  Egyesült Királyság)
- The Box Man – rendező: Nirvan Mullick (California Institute of the Arts,  Amerikai Egyesült Államok)
- The Water Fight – rendező: Norah McGettigan (Państwowa Wyższa Szkoła Filmowa, Telewizyjna i Teatralna im. Leona Schillera w Łodzi,  Lengyelország)
- TV City – rendező: Alberto Couceiro és Alejandra Tomei (Hochschule für Film und Fernsehen „Konrad Wolf”,  Németország)
- Vide pour l'amour – rendező: Vimukthi Jayasundara (Le Fresnoy,  Franciaország)
- Wonderful Day – rendező: Kim Hyun-Pil (Korea National University of Arts,  Dél-Korea)
- Zona cero – rendező: Carolina Rivas (Centro Universitario de Estudios Cinematográficos  Mexikó)

## Párhuzamos rendezvények

### Kritikusok Hete

#### Nagyjátékfilmek
- 20h17 rue Darling – rendező: Bernard Émond
- Depuis qu’Otar est parti (Mióta Otár elment)[14] – rendező: Julie Bertucelli
- Deux fereshté – rendező: Mamad Haghighat
- Elle est des nôtres (Közülünk való) – rendező: Siegrid Alnoy
- Entre ciclones (Viharban) – rendező: Enrique Colina
- Milwaukee, Minnesota (Milwaukee, Minnesota) – rendező: Allan Mindel
- Reconctruction (Rekonstrukció) – rendező: Christoffer Boe

#### Rövidfilmek
- Belarra – rendező: Koldo Almandoz
- Derrière les fagots – rendező: Ron Dyens
- La petite fille – rendező: Licia Eminenti
- Love is the Law – rendező: Eivind Tolas
- Maste – rendező: Erik Rosenlund
- The Truth About Head – rendező: Dale Heslip
- Turangawaewae – rendező: Peter Burger

#### Külön vetítések
- Araki: The Killing of a Japanese Photographer – rendező: Anders Morgenthaller
- B.B. e il cormorano – rendező: Edoardo Gabbriellini
- Camarades – rendező: Marin Karmitz
- Condor - les axes du mal – rendező: Rodrigo Vázquez
- Good Night – rendező: Chun Sun-Young
- Nosferatu Tango (Nosferatu tangó) – rendező: Zoltan Horvath
- Oasis (Oázis) – rendező: Lee Chang-dong
- Off the Map – rendező: Campbell Scott

### Rendezők Kéthete

#### Nagyjátékfilmek
- A mulher que acreditava ser presidente dos Estados Unidos da America – rendező: João Botelho
- Bright Leaves – rendező: Ross McElwee
- Deep Breath – rendező: Parviz Shahbazi
- Des plumes dans la tête (Tollak a fejben)[14] – rendező: Thomas De Thier
- Filme de amor – rendező: Júlio Bressane
- Gozu – rendező: Miike Takasi
- Interstella 5555: The 5tory of the 5ecret 5tar 5ystem[24] – rendező: Takenócsi Kazuhisza és Macumoto Leidzsi
- James' Journey to Jerusalem (James utazása Jeruzsálembe) – rendező: Ra'anan Alexandrowicz
- Kleine freiheit – rendező: Yüksel Yavuz
- L'enfance nue (Kopár gyermekkor) – rendező: Maurice Pialat
- L'isola – rendező: Costanza Quatriglio
- La chose publique – rendező: Mathieu Amalric
- La grande séduction (Seducing Doctor Lewis) – rendező: Jean-François Pouliot
- Las horas del dia (Nap mint nap) – rendező: Jaime Rosales
- Le monde vivant (Élő világ) – rendező: Eugène Green
- Le silence de la forêt – rendező: Didier Ouenangare és Bassek Ba Kobhio
- Les lionceaux – rendező: Claire Doyon
- Les yeux secs – rendező: Narjiss Nejjar
- Mike Brant: Laisse moi t'aimer – rendező: Erez Laufer
- Niki et Flo (Niki et Flo) – rendező: Lucian Pintilie
- No hay tierra sin dueño – rendező: Sami Kafati
- No pasarán, album souvenir – rendező: Henri-François Imbert
- Osama (Osama) – rendező: Siddiq Barmak
- Pas de repos pour les braves (A hősök nem pihennek) – rendező: Alain Guiraudie
- Quaresma – rendező: José Álvaro Morais
- Salmer fra kjøkkenet (Dalok a konyhából) – rendező: Bent Hamer
- Saltimbank – rendező: Jean-Claude Biette
- Sansa (Sansa) – rendező: Siegfried
- The Mother (Anya és a szerelem) – rendező: Roger Michell
- Watermark – rendező: Georgina Willis

#### Rövidfilmek
- A 78-as szent Johannája – rendező: Mundruczó Kornél
- Castanho – rendező: Eduardo Valente
- Dans la forêt noire – rendező: Joséphine Flasseur
- Do You Have the Shine? – rendező: Johan Thurfjell
- Entropie – rendező: Jérôme Thomas
- Frikasé – rendező: Martin Krejcí
- Im Anfang war der Blick (Kezdetben vala a szem) – rendező: Bady Minck
- Naszu: Andarusia no nacu – rendező: Koszaka Kitaro
- Petits pas – rendező: Thomas Salvador
- Polden – rendező: Alekszander Lamakin
- Quand le vent tisse les fleurs – rendező: Bania Medjbar
- Sa-yeon – rendező: Park Jong-woo
- Sekmadienis. Evangelija pagal liftininka Alberta – rendező: Arunas Matelis
- Shiur Moledet: Avdei Hashem[25] – rendező: Hadar Friedlich
- Susa – rendező: Dalibor Matanić
- The God – rendező: Konstantin Bronzit
- Un petit service – rendező: Antoine Pereniguez
- Unit #52 – rendező: Tony Krawitz

## Díjak

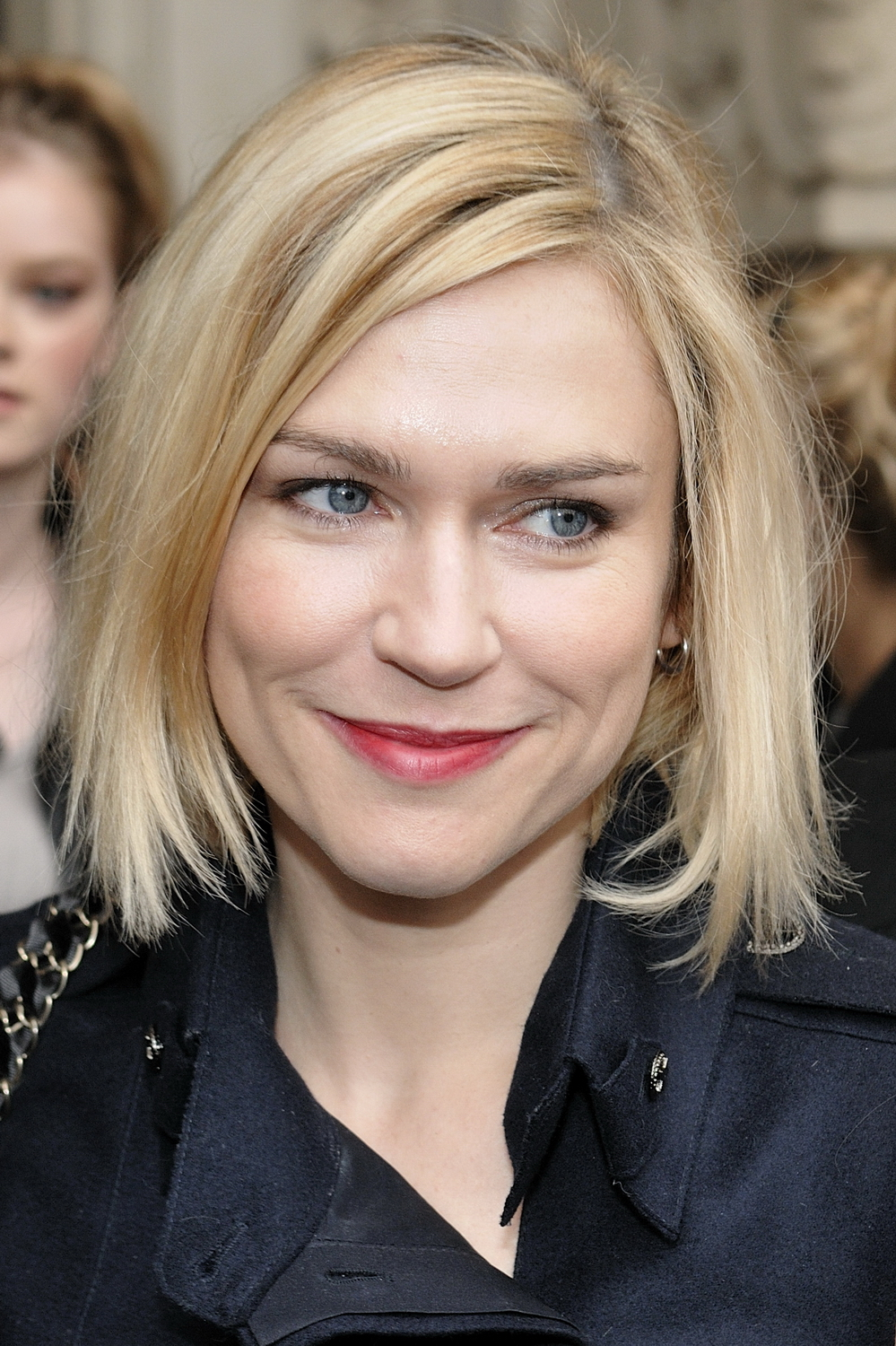
Marie-Josée Croze

### Nagyjátékfilmek
- Arany Pálma: Elephant (Elefánt)[14] – rendező: Gus Van Sant
- Nagydíj: Uzak (Messze) – rendező: Nuri Bilge Ceylan
- Legjobb rendezés díja: Elephant (Elefánt) – rendező: Gus Van Sant
- Legjobb forgatókönyv díja: Les invasions barbares (Barbárok a kapuk előtt) – forgatókönyvíró-rendező: Denys Arcand
- Legjobb női alakítás díja: Marie-Josée Croze – Les invasions barbares (Barbárok a kapuk előtt)
- Legjobb férfi alakítás díja: Muzaffer Özdemir és Mehmet Emin Toprak – Uzak (Messze)
- A zsűri díja: Panj é asr (Délután öt órakor) – rendező: Samira Makhmalbaf

### Un certain regard
- Un certain regard-díj: La meglio gioventù (Szépséges fiatalság) – rendező: Marco Tullio Giordana
- Az első tekintet díja: Mille mois – rendező: Faouzi Bensaïdi
- A zsűri díja: Talaye sorkh (Vér és arany) – rendező: Dzsafar Panahi

### Rövidfilmek
- Arany Pálma (rövidfilm): Cracker Bag – rendező: Glendyn Ivin
- A zsűri díja (rövidfilm): L'homme sans tête (A fejnélküli ember) – rendező: Juan Solanas

### Cinéfondation
- A Cinéfondation első díja: Bezi zeko bezi – rendező: Pavle Vuckovic
- A Cinéfondation második díja: Historia del desierto – rendező: Celia Galan Julve
- A Cinéfondation harmadik díja:
  - Rebeca a esas alturas – rendező: Luciana Jauffred Gorostiza
  - TV City – rendező: Alberto Couceiro és Alejandra Tomei

### Arany Kamera
- Arany Kamera: Reconctruction[26] (Rekonstrukció) – rendező: Christoffer Boe
- Külön dicséret: Osama[27] (Osama) – rendező: Siddiq Barmak

### Egyéb díjak
- Tiszteletbeli Pálma: Jeanne Moreau
- FIPRESCI-díj:
  - Otec i szün (Apa és fia) – rendező: Alekszandr Szokurov
  - American Splendor (Sikersztori)[28] (Sikersztori) – rendező: Shari Springer Berman és Robert Pulcini
  - Las horas del dia (Nap mint nap)[27] – rendező: Jaime Rosales
- Technikai nagydíj: Tom Stern operatőr – Mystic River (Titokzatos folyó)
- Ökumenikus zsűri díja: Panj é asr (Délután öt órakor) – rendező: Samira Makhmalbaf
- Ifjúság díja: Mille mois – rendező: Faouzi Bensaïdi
- François Chalais-díj: S-21, la machine de mort Khmère rouge (A vörös khmerek halálgyára) – rendező: Rithy Panh
- Chopard Trófea: Diane Kruger, Gael García Bernal

## Hírességek
Isabelle Adjani, Richard Anconina, Kevin Bacon, Monica Bellucci, Paul Bettany, Emmanuelle Béart, Sandrine Bonnaire, Guillaume Canet, Claudia Cardinale, Vincent Cassel, Laetitia Casta, Patrice Chéreau, Kevin Costner, Penélope Cruz, Gérard Depardieu, Laurence Fishburne, Brigitte Fossey, Alex Frost, Julie Gayet, Marcia Gay Harden, Paul Giamatti, Rémy Girard, Hippolyte Girardot, Bernard Giraudeau, Olivier Gourmet, Isabelle Huppert, Nicole Kidman, Jan Kounen, Diane Kruger, Virginie Ledoyen, Noémie Lenoir, Juliette Lewis, Gina Lollobrigida, Andie MacDowell, Michael Madsen, Sophie Marceau, Neri Marcorè, Jean-Pierre Marielle, Elias McConnell, Ewan McGregor, Sandra Milo, Carrie-Anne Moss, Peter Mullan, Philippe Noiret, Michel Piccoli, Sean Penn, Vincent Pérez, Jada Pinkett-Smith, Louise Portal, Aisvarja Rai, Charlotte Rampling, Keanu Reeves, Tim Robbins, John Robinson, Jean Rochefort, Stéphane Rousseau, Meg Ryan, Ludivine Sagnier, Arnold Schwarzenegger, Chloë Sevigny, Stellan Skarsgård, Tilda Swinton, Danièle Thompson, Gaspard Ulliel, Hugo Weaving, Lambert Wilson, Elsa Zylberstein